# Como una ola (telenovela)
Como una ola (en portugués: Como uma onda)  es una telenovela brasileña producida por TV Globo en los años 2004 y 2005. 
Escrita por Walter Negrão, con la colaboración de Jackie Vellego, Fausto Galvão, Lucio Manfredi y Renato Modesto, dirigida por Vinícius Coimbra y Maria de Médicis, con la dirección general de Dennis Carvalho y Mauro Mendonça Filho sobre núcleo de Dennis Carvalho. 
Protagonizada por Alinne Moraes y Ricardo Pereira, junto a Henri Castelli y Mel Lisboa, en los roles antagónicos y cuenta con las actuaciones estelares de Herson Capri, Maria Fernanda Cândido, Kadu Moliterno, Joana Solnado, Hugo Carvana y la primera actriz Laura Cardoso.
Es la primera telenovela de Rede Globo protagonizada por un actor portugués.

## Trama
La historia se centra en Daniel (Ricardo Pereira), un joven portugués que es perseguido por la mafia y debe huir de su país en barco hacia Florianópolis.
En el mismo barco están Nina (Alinne Moraes) y Lenita (Mel Lisboa), dos hermanas que luego de estar de vacaciones en Portugal regresan a Brasil. Lenita en seguida se enamora de Daniel, pero éste se enamora de Nina. Nina está comprometida con el ambicioso J.J (Henri Castelli), quien junto a Lenita, hará lo imposible para separar a Daniel de Nina.

## Reparto
| Actor/Actriz           | Personaje                 |
| ---------------------- | ------------------------- |
| Alinne Moraes          | Mônica Nina Paiva         |
| Ricardo Pereira        | Daniel Cascaes            |
| Mel Lisboa             | Helena Lenita Paiva       |
| Henri Castelli         | Jorge Junqueira (J.J)     |
| Louise Cardoso         | Idalina (Dala)            |
| Tato Gabus Mendes      | Pedroca do Espírito Santo |
| Laura Cardoso          | Francisquinha             |
| Hugo Carvana           | Sinésio Paiva             |
| Maria Fernanda Cândido | Lavínia                   |
| Kadu Moliterno         | Antônio Amarante          |
| Denise Del Vecchio     | Mariléia Paiva            |
| Herson Capri           | Sandoval                  |
| Bianca Byington        | Encarnação Junqueira      |
| Elias Gleizer          | Bartolomeu                |
| Débora Olivieri        | Ana Amélia                |
| Marcos Caruso          | Dr. Prata                 |
| Débora Duarte          | Alice Prata               |
| Ernani Moraes          | Lauriclenes               |
| Dudu Azevedo           | Querubim                  |
| Yaçanã Martins         | Jackie                    |
| Mila Moreira           | Virgínia Lemos            |
| Antônio Grassi         | Roberto Augusto (Robusto) |
| Gustavo Haddad         | Conrado Prata             |
| Fernanda de Freitas    | Amanda                    |
| Sérgio Marone          | Rafael Prata              |
| Maytê Piragibe         | Júlia                     |
| Cauã Reymond           | Floriano                  |
| Sheron Menezzes        | Rosário                   |
| Eduardo Lago           | Oswaldo                   |
| Larissa Queiroz        | Carolina Lemos (Carol)    |
| Nill Marcondes         | Samuel (Samuca)           |
| Joana Solnado          | Almerinda                 |
| Amir Haddad            | Menez                     |
| Thaís Garayp           | Abigail (Biga)            |
| Sirmar Antunes         | Balbino                   |
| Amandha Lee            | Ilana                     |
| Paco Sanches           | Manjubinha                |
| Sérgio Malheiros       | Franklin (Frank)          |
| Guta Gonçalves         | Gilda Paiva (Gigi)        |
| Arthur Lopes           | Rubico Junqueira          |